# Iranildo (futebolista)
Iranildo Hermínio Ferreira (Igarassu, 17 de outubro de 1976) é um ex-futebolista brasileiro que atuava como lateral ou meia.
Jogou, dentre outros clubes, no Bahia, Botafogo e no Flamengo, se destacando também no Brasiliense.

## Carreira

### Futebol
Natural do litoral de Pernambuco, Iranildo tinha 13 anos quando chegou ao Rio de Janeiro acompanhado do pai, que buscava mudar de vida em terras cariocas. Aos 15 anos conseguiu passar em um teste no Madureira com cerca de 400 concorrentes. Começou sua carreira profissional no próprio Madureira, no entanto, logo despertou o interesse dos grandes clubes do Rio de Janeiro.
Inicialmente, o franzino e habilidoso meia do Madureira foi parar no Botafogo por empréstimo sem custo, quando fez parte da equipe alvinegra de 1995, que sob a liderança de Túlio Maravilha, conquistou o Brasileirão daquele ano.
Suas boas atuações pelo Botafogo lhe renderam uma convocação para a Seleção Brasileira que disputou a Copa Ouro daquele ano, onde não atuou.
Em seguida, mudou-se para o Flamengo, clube que defendeu de 1996 a 2000. Estrou em duelo contra o America pela antiga Taça Cidade Maravilhosa, no mês de fevereiro. Se converteu de maneira até surpreendente em um dos grandes destaques da equipe e acabou sendo peça importante no título do Campeonato Carioca de 1996.
Fez o gol do título da Copa dos Campeões Mundiais de 1997, em vitória de 1 a 0 contra o São Paulo. Nessa ano, marcou 10 gols e foi um dos artilheiros do time.
Nesse período em que vestiu a camisa rubro-negra, Iranildo ficou conhecido pelo apelido de chuchu, conquistando três vezes o Campeonato Carioca e uma Copa Mercosul.
Após sua saída da Gávea, Iranildo chegou a jogar no Bahia, no segundo semestre de 2000.
Retornou rapidamente no início de 2001 e ficou pouco tempo antes de novamente deixar a Gávea. Mudou-se para o Aris, da Grécia por empréstimo.
No retorno ao Brasil, teve uma passagem pouco feliz pelo Flamengo, de onde seguiu para o Brasiliense. No total, durante os vários anos em que atuou pelo Flamengo, Iranildo jogou, entre amistosos e jogos oficiais, 282 partidas com a camisa rubro-negra, marcando 34 gols.
Então, em 2003, Iranildo chegou ao Brasiliense, aonde voltou a destacar-se. Em três anos, conquistou três campeonatos regionais, além de um título de campeão brasileiro da série B. 
Em 2006, Iranildo estava jogando no Brasiliense desde 2005, após uma boa passagem pelo Santa Cruz em 2004. Trocou o Brasiliense pelo futebol árabe, aonde passou a defender o Al-Hazem[en]. Porém, em meados de 2007, já estava de volta ao time do Distrito Federal, onde permaneceu até o final do 1º semestre de 2011. No segundo semestre de 2011, se transferiu para o Rio Verde e depois para o Luziânia.
Em janeiro de 2012, acertou com o Ceilândia, mas saiu sem mesmo estrear, em março do mesmo ano.
Para 2013, voltou ao clube que o revelou, o Madureira EC, para a disputa do estadual. Em março de 2013, retornou ao Brasiliense, onde se aposentou. Em suas quatro passagens pelo clube de Taguatinga, fez 291 jogos, marcou 71 gols e ganhou sete títulos: a Série B de 2004 e seis Campeonato Brasilienses (2005, 2006, 2007, 2008, 2009, 2011, 2013).

### Fora dos campos
Candidato do partido PMDB, concorreu nas eleições de 2014 a Deputado Distrital do Distrito Federal, mas atingiu 478 votos e não conseguiu se eleger.

## Estatísticas
| Clube    | Temporada | Total | Total |
| Clube    | Temporada | Jogos | Gols  |
| -------- | --------- | ----- | ----- |
| Flamengo | 1996      | 72    | 4     |
| Flamengo | 1997      | 67    | 10    |
| Flamengo | 1998      | 46    | 4     |
| Flamengo | 1999      | 44    | 4     |
| Flamengo | 2000      | 26    | 6     |
| Flamengo | 2001      | 7     | 0     |
| Flamengo | 2002      | 16    | 6     |
| Flamengo | 2003      | 4     | 0     |
| Flamengo | Total     | 282   | 34    |

## Títulos
Botafogo
- Campeonato Brasileiro: 1995
- Copa Rio: 1995
- Copa Internacional de Futebol Legends: 2019

Flamengo
- Copa Mercosul: 1999
- Copa de Ouro Nicolás Leoz: 1996
- Copa dos Campeões: 2001
- Copa dos Campeões Mundiais: 1997
- Campeonato Carioca: 1996, 1999, 2000, 2001
- Taça Guanabara: 1996, 1999, 2001
- Taça Rio: 1996, 2000
- Taça Capitão José Hernani de Castro Moura: 2002

Bahia
- Copa do Nordeste: 2001
- Campeonato Baiano: 2001
- Taça Estado da Bahia: 2000

Santa Cruz
- Torneio Vinausteel: 2003

Brasiliense
- Campeonato Brasileiro - Série B: 2004
- Campeonato Brasiliense: 2004, 2005, 2006, 2007, 2008, 2009, 2011, 2013
- Taça Mané Garrincha: 2013

Rio Verde
- Campeonato Goiano - Segunda Divisão: 2011

Luziânia
- Taça JK: 2012

Ceilândia
- Campeonato Brasiliense: 2012
- Taça Mané Garrincha: 2012